# Natație la Jocurile Olimpice de vară din 2024 - 200 m bras (masculin)
Proba de înot 200 de metri bras masculin de la Jocurile Olimpice de vară din 2024 a avut loc în perioada 30-31 iulie 2024 la Paris Aquatics Centre.

## Recorduri
Înaintea acestei competiții, recordurile mondiale și olimpice erau următoarele:
| Record  | Atlet                    | Timp    | Loc              | Data          |
| ------- | ------------------------ | ------- | ---------------- | ------------- |
| Mondial | Qin Haiyang (CHN)        | 2:05,48 | Fukuoka, Japonia | 28 iulie 2023 |
| Olimpic | Zac Stubblety-Cook (AUS) | 2:06,38 | Tokyo, Japonia   | 29 iulie 2021 |

## Program
Orele sunt ora Franței (UTC+1) 
| Data                    | Timp        | Etapă                 |
| ----------------------- | ----------- | --------------------- |
| Marți, 30 iulie 2024    | 13:00 19:37 | Calificări Semifinale |
| Miercuri, 31 iulie 2024 | 17:30       | Finala                |

## Rezultate

### Calificări
Primii 16 înotători cu cei mai buni timpi au avansat în semifinale.
| Loc | Serie | Culoar | Înotător           | Țară                       | Timp    | Note    |
| --- | ----- | ------ | ------------------ | -------------------------- | ------- | ------- |
| 1   | 4     | 7      | Cho Sung-jae       | Coreea de Sud              | 2:09,45 | CS      |
| 2   | 3     | 4      | Zac Stubblety-Cook | Australia                  | 2:09,49 | CS      |
| 3   | 4     | 5      | Leon Marchand      | Franța                     | 2:09,55 | CS      |
| 4   | 3     | 3      | Caspar Corbeau     | Olanda                     | 2:09,78 | CS      |
| 5   | 3     | 5      | Ippei Watanabe     | Japonia                    | 2:09,86 | CS      |
| 6   | 4     | 3      | Dong Zhihao        | China                      | 2:09,91 | CS      |
| 7   | 2     | 5      | Yu Hanaguruma      | Japonia                    | 2:10,35 | CS      |
| 7   | 3     | 2      | Erik Persson       | Suedia                     | 2:10,35 | CS      |
| 9   | 4     | 2      | Anton McKee        | Islanda                    | 2:10,36 | CS      |
| 10  | 3     | 6      | Josh Matheny       | Statele Unite ale Americii | 2:10,39 | CS      |
| 11  | 2     | 4      | Matthew Fallon     | Statele Unite ale Americii | 2:10,49 | CS      |
| 12  | 4     | 6      | Arno Kamminga      | Olanda                     | 2:10,53 | CS, Ret |
| 13  | 2     | 2      | Lyubomir Epitropov | Bulgaria                   | 2:10,59 | CS      |
| 14  | 2     | 3      | Joshua Yong        | Australia                  | 2:10,68 | CS      |
| 15  | 4     | 4      | Qin Haiyang        | China                      | 2:10,98 | CS      |
| 16  | 3     | 1      | Denis Petrashov    | Kârgâzstan                 | 2:10,99 | CS      |
| 17  | 3     | 7      | Miguel de Lara     | Mexic                      | 2:11,16 | CS      |
| 18  | 2     | 6      | Matti Mattsson     | Finlanda                   | 2:11,18 |         |
| 19  | 2     | 7      | Aleksas Savickas   | Lituania                   | 2:11,53 |         |
| 20  | 4     | 1      | Jan Kalusowski     | Polonia                    | 2:11,87 |         |
| 21  | 4     | 8      | Daniils Bobrovs    | Letonia                    | 2:13,66 |         |
| 22  | 1     | 5      | Tyler Christianson | Panama                     | 2:15,62 |         |
| 23  | 2     | 1      | Amro Al-Wir        | Iordania                   | 2:15,78 |         |
| 24  | 1     | 4      | Julio Horrego      | Honduras                   | 2:18,91 |         |
| 25  | 1     | 3      | Saud Ghali         | Bahrain                    | 2:22,51 |         |

### Semifinale
Primii 8 înotători cu cei mai buni timpi au avansat în finală.
| Loc | Serie | Culoar | Înotător           | Țară                       | Timp    | Note |
| --- | ----- | ------ | ------------------ | -------------------------- | ------- | ---- |
| 1   | 2     | 5      | Léon Marchand      | Franța                     | 2:08,11 | C    |
| 2   | 1     | 4      | Zac Stubblety-Cook | Australia                  | 2:08,57 | C    |
| 3   | 1     | 3      | Dong Zhihao        | China                      | 2:08,99 | C    |
| 4   | 1     | 5      | Caspar Corbeau     | Olanda                     | 2:09,52 | C    |
| 5   | 2     | 3      | Ippei Watanabe     | Japonia                    | 2:09,62 | C    |
| 6   | 1     | 2      | Josh Matheny       | Statele Unite ale Americii | 2:09,70 | C    |
| 7   | 2     | 6      | Yu Hanaguruma      | Japonia                    | 2:09,72 | C    |
| 8   | 1     | 1      | Joshua Yong        | Australia                  | 2:09,89 | C    |
| 9   | 2     | 1      | Lyubomir Epitropov | Bulgaria                   | 2:09,93 |      |
| 10  | 2     | 7      | Matthew Fallon     | Statele Unite ale Americii | 2:09,96 |      |
| 10  | 2     | 8      | Qin Haiyang        | China                      | 2:09,96 |      |
| 12  | 2     | 4      | Cho Sung-jae       | Coreea de Sud              | 2:10,03 |      |
| 13  | 1     | 6      | Erik Persson       | Suedia                     | 2:10,11 |      |
| 14  | 1     | 8      | Denis Petrashov    | Kârgâzstan                 | 2:10,19 |      |
| 15  | 2     | 2      | Anton McKee        | Islanda                    | 2:10,42 |      |
| 16  | 1     | 7      | Miguel de Lara     | Mexic                      | 2:11,28 |      |

### Finala
Rezultate finală.
| Loc | Culoar | Înotător           | Țară                       | Timp    | Note   |
| --- | ------ | ------------------ | -------------------------- | ------- | ------ |
| 1   | 4      | Léon Marchand      | Franța                     | 2:05,85 | RO, RC |
| 2   | 5      | Zac Stubblety-Cook | Australia                  | 2:06,79 |        |
| 3   | 6      | Caspar Corbeau     | Olanda                     | 2:07,90 |        |
| 4   | 3      | Dong Zhihao        | China                      | 2:08,46 |        |
| 5   | 1      | Yu Hanaguruma      | Japonia                    | 2:08,79 |        |
| 6   | 2      | Ippei Watanabe     | Japonia                    | 2:08,83 |        |
| 7   | 7      | Josh Matheny       | Statele Unite ale Americii | 2:09,52 |        |
| 8   | 8      | Joshua Yong        | Australia                  | 2:11,44 |        |